# Se buscan fulmontis
Se buscan fulmontis es una película española dirigida por Álex Calvo-Sotelo.

## Argumento
Tres jóvenes se quedan en paro al quebrar la empresa en la que trabajaban. Por ello responden a un anuncio que solicita fullmontis. A pesar de su físico, no les importa trabajar en lo que sea.

## Comentarios
Es una versión de The Full Monty al estilo español. La banda sonora original del mismo nombre corrió a cargo de Los Enemigos y Raimundo Amador.

## Reparto
| Actor/Actriz          | Personaje                                        |
| --------------------- | ------------------------------------------------ |
| Antonio Molero        | Amancio                                          |
| Guillermo Toledo      | Réfor                                            |
| Sonia Jávaga          | Angelines                                        |
| Ernesto Arango        | Felipe                                           |
| Javivi                | Gerente del hogar para personas mayores          |
| Antonio Castro        | Cristóbal 'El Mollejos'                          |
| Carmen del Valle      | Merche                                           |
| Enriqueta Carballeira | Encarni                                          |
| César Abades          | Nazi 2                                           |
| Ángel Alonso          | Nazi 3                                           |
| Mario Arias           | Cliente del hipermercado                         |
| José Miguel Ariza     | Domingo                                          |
| Christopher de Andrés | Jefe de personal del Grupo Bancario              |
| Chema de la Peña      | Camarero del Bar Murillo                         |
| Karla Sofía Gascón    | Gigolo del club                                  |
| Chicho Leiva          | Empleado de Anuncios de Prensa Local             |
| Bárbara de Lema       | Ayudante del jefe de personal del Grupo Bancario |
| Marta Espinosa        | Pescadera                                        |
| Arturo López Serrano  | Padre de Amancio                                 |
| Sara Mora             | Jessica                                          |
| José Manuel Moya      | Gregorio                                         |
| Victoria Ortiz        | Mujer del autobús                                |
| José Luis Santos      | Voz en off                                       |
| Kike Sierra           | Ulpiano Ríos                                     |
| Manolo Uvi            | Nazi 1                                           |
| María José Parra      | Clienta de la pescadera                          |
| Cristina Plazas       | Enfermera del hospital                           |
| César Sánchez         | Capataz de la obra                               |
| Mariano Tejera        | Vecino de Réfor                                  |